# 関取花
関取 花（せきとり はな、1990年12月18日 - ）は、日本の女性シンガーソングライター。
神奈川県横浜市出身。2019年、ユニバーサルシグマよりメジャー・デビュー。名字は相撲用語と同一だが、本名である。

## 来歴
神奈川県横浜市出身で、幼少期をドイツで過ごす。日本に帰国後、小学5年生頃から中学受験の勉強を始めて慶應義塾湘南藤沢中等部に合格し入学する。その後、慶應義塾湘南藤沢高等部では軽音楽部に入部し、音楽活動を始める。
2009年、慶應義塾大学環境情報学部在学中に2010年「閃光ライオット2009」にて審査員特別賞を受賞。
2010年6月、PlayYou.Houseのメンバーとして活動を開始したが、ソロ活動が活発化したため、9月を以て同グループでの活動を休止した。2011年3月にPlayYou.Houseとしての活動を終了しており、事実上の脱退となった。
2012年『むすめ』が神戸女子大学のTV-CMソングに使用され、以降3年間同校のTV-CMソングを担当。
2014年、米映画「ショート・ターム」のイメージソング『dawn』を書き下ろす。
2016年3月、奥田民生らのバンド“サンフジンズ“のツーマン企画「問診過注射2016 vol.1」に出演。11月、赤城乳業「イベールアイスデザート」TV-CM出演とCM曲歌唱を担当。
2017年3月『もしも僕に』が「リポビタンD」WEB-CMに使用。CMには本人も出演。5月。『君の住む街』がのん出演のネッツトヨタ広島50周年CM曲に使用される。6月、全国信用金庫協会WEB-CMに『しんきんガール』を書き下ろす。8月、ワールド・ハピネス2017出演。10月、DJみそしるとMCごはん「おにぎりはお守り r.t.m.関取花」共作。12月、カサリンチュ「伝えに行くの」歌詞提供。
2018年4月、ARABAKI ROCK FEST.出演。4～7月、NHKみんなのうたにて書き下ろし曲『親知らず』が放送。6月。『オールライト』がネッツトヨタ広島CM曲に使用される。7月、フジロックフェスティバル出演。FM yokohama「wacci橋口洋平のドア開けてます」パーソナリティ代打出演。8月、ライジング・サン・ロックフェスティバル出演。ホールワンマンを含む全国ツアーを全箇所チケット完売で終える。12月、DOTAMA『インターステラー feat.関取花』に参加。
2019年2月 花澤香菜『おしえて』詞曲提供。2〜3月、『親知らず』がNHKみんなのうたにて昨年とても大きな反響があり再放送。4月、神奈川新聞にてエッセイ連載開始。5月、ミニアルバム「逆上がりの向こうがわ」でユニバーサルシグマよりメジャー・デビュー。いきものがかり・水野良樹のメディア「HIROBA」にてエッセイ連載開始。6月、TBSラジオにて関取花特番「どずこいちゃんこラジオ」放送。全国ツアー「梅雨だくツアー」実施。7月、J-WAVE「GOOD NEIGHBORS」パーソナリティ代打出演。10月 広島FM「DAYS」とTOKYO FM「THE TRAD」にてパーソナリティ代打出演。12月、FM大阪「LOVE FLAP」パーソナリティ代打出演。TBSラジオにて関取花特番「どずこい散歩ラジオ」O.A.。
2020年1月 TOKYO FM 新番組「ねるまえのまえ」レギュラーパーソナリティ担当。3月ミニアルバム「きっと私を待っている」発売。5月配信ライブ「家で五線譜」実施。9月配信シングル「今をください」（FODドラマ「アンサング・シンデレラ ANOTHER STORY 〜新⼈薬剤師 相原くるみ〜」主題歌）リリース。11月配信シングル「あなたがいるから」（映画「感謝離 ずっと一緒に」主題歌）リリース。初の書籍「どすこいな日々」（晶文社）発売。12月配信ライブ「年末だョ!全員集合」実施。
2021年3月、メジャー1stフルアルバム「新しい花」発売。
2022年3月、TBSラジオの新番組『パンサー向井の＃ふらっと』に、オープニング&エンディングテーマソング『ラジオはTBS』を書き下ろす。
2025年2月22日、ユニバーサルシグマを離れ、自主レーベル「NOKOTTA RECORDS」を設立することを発表。

## 音楽性
エモーショナルでパワフルな歌声と、ユニークな音楽世界を特徴とする。ライターの成松哲はミニアルバム『いざ行かん』の収録曲を「彼女一流の独創的ながらもスムーズなメロディと、リリカルながらも力強い言葉を聴かせる6曲」と評した。関取は自身の音楽についてを幼少期をドイツで過ごしたことが影響していると述べている。
10代から20代にかけて音楽性が変化し、1stアルバム『THE』で「10代が抱える心のえぐみ」を歌っていたが、『中くらいの話』以降は「もっと自分らしい歌を歌いたい」と各所で発言している。
歌唱スタイルは、アコースティック・ギターによる弾き語りが「原点」であると述べている。

## ディスコグラフィ

### シングル
| 枚  | 発売日        | タイトル   |
| --- | ------------- | ---------- |
| 1st | 2016年10月5日 | 君の住む街 |
| 2nd | 2018年1月24日 | 朝         |

### 配信限定シングル
| 発売日         | タイトル         | レーベル        | 収録アルバム                 |
| -------------- | ---------------- | --------------- | ---------------------------- |
| 2014年11月19日 | dawn             | dosukoi records | 黄金の海であの子に逢えたなら |
| 2016年9月14日  | べつに           | feelgoood       | 君によく似た人がいる         |
| 2020年9月4日   | 今をください     | UNIVERSAL SIGMA | 新しい花                     |
| 2020年11月6日  | あなたがいるから | UNIVERSAL SIGMA | 新しい花                     |
| 2021年1月29日  | 新しい花         | UNIVERSAL SIGMA | 新しい花                     |
| 2021年8月20日  | きんぎょの夢     | UNIVERSAL SIGMA |                              |
| 2022年6月22日  | 明大前           | UNIVERSAL SIGMA | また会いましたね             |
| 2023年9月6日   | メモリーちゃん   | UNIVERSAL SIGMA |                              |
| 2023年10月18日 | ナナ             | UNIVERSAL SIGMA |                              |
| 2023年11月8日  | すきのうた       | UNIVERSAL SIGMA |                              |
| 2024年7月24日  | はじめての気持ち | UNIVERSAL SIGMA |                              |
| 2025年1月8日   | 二十歳の君よ     |                 |                              |

### フル・アルバム
| 枚  | 発売日        | タイトル                     | 規格品番  |
| --- | ------------- | ---------------------------- | --------- |
| 1st | 2015年9月2日  | 黄金の海であの子に逢えたなら | DQC-1499  |
| 2nd | 2017年2月15日 | 君によく似た人がいる         | DSKI-1001 |
| 3rd | 2018年6月13日 | ただの思い出にならないように | DSKI-1003 |
| 4th | 2021年3月3日  | 新しい花（初回生産限定盤）   | UMCK-7091 |
|     |               | 新しい花（通常盤）           | UMCK-1681 |
| 5th | 2022年7月6日  | また会いましたね             | UMCK-7170 |
| 6th | 2022年9月2日  | また会いましたねいきっど     | PROS-1019 |
| 7th | 2025年5月7日  | わるくない                   | NKT-10001 |

### その他
- 関取花のデモ（ライブ会場限定音源）
- ライブDVD「関取花ホールワンマンライブ〜西でどすこい東でどすこい〜」（ライブ会場限定音源）

## 参加作品

### コンピレーション
- 『閃光ライオット2009』（2009年12月2日発売）「花」で参加[10]。
- 『JACKMAN RECORDS COMPILATION ALBUM vol.6』（2012年11月7日発売）「めんどくさいのうた」で参加[11]。

### 楽曲提供
- DJみそしるとMCごはん「おにぎりはお守り r.t.m.関取花」共作（2017年）
- カサリンチュ「伝えに行くの」歌詞提供（2017年）
- DOTAMA「インターステラー feat.関取花」共作（2018年）
- 花澤香菜「おしえて」詞曲提供（2019年）

### タイアップ
| 楽曲                  | タイアップ                                                                                               |
| --------------------- | --- |
| むすめ                | 2012年度 神戸女子大学TVCMソング                                                                          |
| 最後の青              | 2013年度 神戸女子大学TVCMソング                                                                          |
| はつ恋                | テレビ神奈川『MUTOMA』2014年4月度テーマソング                                                            |
| 彩光                  | 2014年度 神戸女子大学TVCMソング                                                                          |
| dawn                  | 映画『ショート・ターム』イメージソング                                                                   |
| 流れ星                | テレビ神奈川『sakusaku』2015年9月度テーマソング、TOKYO MX「週末めとろポリシャン」9月度エンディングテーマ |
| こんにちは こんにちは | 2016年 アミュプラザおおいた1周年テーマソング                                                             |
| もしも僕に            | 2017年 大正製薬リポビタンDショートフィルム 監督:タナダユキ 出演：須賀健太、三浦透子                      |
| 君の住む街            | 2017年 ネッツトヨタ広島 50周年 CM曲（のん出演）                                                          |
| しんきんガール        | 2017年 一般社団法人全国信用金庫協会 WEBCM 監督：山岸聖太 出演：小川紗良                                  |
| 朝                    | 2017年 FCI News Catch! テーマソング                                                                      |
| オールライト          | 2018年 ネッツトヨタ広島 CM曲 (のん出演)                                                                  |
| 今をください          | FODドラマ「アンサング・シンデレラ ANOTHER STORY 〜新人薬剤師 相原くるみ〜」主題歌                        |
| あなたがいるから      | 映画「感謝離 ずっと⼀緒に」主題歌                                                                        |
| 新しい花              | 日本テレビ系「スッキリ」2月エンディングテーマ                                                            |
| ラジオはTBS           | TBSラジオ「パンサー向井の#ふらっと」のオープニング&エンディングテーマソング                              |
| やさしい予感          | TBSラジオ「パンサー向井の#ふらっと」交通情報テーマソング                                                 |
| 道の上の兄弟          | CBCテレビ 歩道・車道バラエティ「道との遭遇」テーマソング                                                 |
| メモリーちゃん        | ドラマ「カメラ、はじめてもいいですか?」主題歌                                                            |

## ライブツアー
| 名前           | 日付          | 会場                         |
| -------------- | ------------- | ---------------------------- |
| THE 夏巡業2010 | 2010年8月6日  | 北海道・札幌COLONY           |
| THE 夏巡業2010 | 2010年8月7日  | 北海道・イオン札幌発寒SC     |
| THE 夏巡業2010 | 2010年8月7日  | 北海道・札幌Sound Lab mole   |
| THE 夏巡業2010 | 2010年8月8日  | 北海道・イオン苫小牧SC       |
| THE 夏巡業2010 | 2010年8月8日  | 北海道・札幌Sound Lab mole   |
| THE 夏巡業2010 | 2010年8月14日 | 宮城・仙台MACANA             |
| THE 夏巡業2010 | 2010年8月15日 | 宮城・イオンモール名取エアリ |
| THE 夏巡業2010 | 2010年8月20日 | 東京・タワーレコード新宿店   |
| THE 夏巡業2010 | 2010年8月22日 | 東京・Shibuya O-EAST         |
| THE 夏巡業2010 | 2010年8月27日 | 熊本・イオンモール熊本クレア |
| THE 夏巡業2010 | 2010年8月27日 | 鹿児島・イオン鹿児島SC       |
| THE 夏巡業2010 | 2010年8月28日 | 福岡・キャナルシティ博多     |
| THE 夏巡業2010 | 2010年8月28日 | 福岡・ゆめタウン久留米       |
| THE 夏巡業2010 | 2010年8月29日 | 長崎・みらい長崎ココウォーク |
| THE 夏巡業2010 | 2010年9月5日  | 愛知・アスナル金山           |
| THE 夏巡業2010 | 2010年9月4日  | 大阪・あべのHoop             |

| 名前             | 日付          | 会場                    | 備考                         |
| ---------------- | ------------- | ----------------------- | ---------------------------- |
| がっぷりよツアー | 2017年9月4日  | 名古屋 CLUB UPSET       | w/緑黄色社会                 |
| がっぷりよツアー | 2017年9月5日  | 大阪 Shangri-La         | w/NakamuraEmi                |
| がっぷりよツアー | 2017年9月14日 | 東京 duo music exchange | w/奇妙礼太郎                 |
| がっぷりよツアー | 2017年9月22日 | 仙台 enn2nd             | w/石崎ひゅーい、井乃頭蓄音団 |

## 出演

### ラジオレギュラー
- 関取花のどすこいラジオ（2014年7月 - 2015年9月29日、FMヨコハマ・@FM）
- MUSIC ARROWS「水曜日の土俵際」（2016年7月6日 - 2017年6月28日、 TS ONE）
- 帰ってきたどすこいラジオ（2016年9月4日 - 2017年6月26日、FMヨコハマ・@FM）
- GOLD RUSH（2016年10月 - 2019年9月、 J-WAVE）
- 関取花のどすこいちゃんこラジオ（2019年6月2日、TBSラジオ）
- 関取花のどすこい散歩ラジオ（2019年12月27日、TBSラジオ）
- ねるまえのまえ（2020年1月8日 - 3月26日、TOKYO FM）
- 有馬隼人とらじおと山瀬まみと（2020年4月 - 9月、TBSラジオ）
- 関取花のこれより三役（2021年2月17日 - 2023年6月28日、AuDee）

### テレビ
- 「キャンピングカーで日本の旅～伊豆一周2泊3日～」（2015年10月14日、BS日テレ） - ナレーション担当
- 「なら婚」（2016年1月6日・13日、日本テレビ） - ゲスト出演
- 「行列のできる法律相談所」（2016年9月18日、2018年7月8日、日本テレビ） - ゲスト出演
- 「今夜くらべてみました」（2017年2月14日・5月3日・2020年4月8日、日本テレビ） - ゲスト出演
- 「ニノさん」（日本テレビ） - ゲスト出演
  - 2017年4月9日「SP・女が嫌いな女たち」
  - 2017年11月12日・19日「審B眼」
- 「タモリ倶楽部」（テレビ朝日） - ゲスト出演
  - 2017年3月31日「美しい!気持ちいい!!全日本ワンタッチ選手権」
  - 2017年8月11日「少子化問題に負けるな!かわいいスズメちゃん大撮影会」
  - 2021年5月8日「街には楽譜があふれてる! 偶然日常音楽祭」
- 「おしゃべりオジサンと怒れる女」（2017年7月29日、テレビ東京） - ゲスト出演
- 「本能Z」（2018年11月21日、CBCテレビ） - ゲスト出演
- 「メレンゲの気持ち」（2019年4月13日　日本テレビ） - ゲスト出演
- 「キスマイ超BUSAIKU!?」（2019年4月25日・5月23日　フジテレビ） - ゲスト出演
- 「シブヤノオト」（2019年5月11日 NHK ） - ゲスト出演
- 「Love music」（2019年5月12日 フジテレビ） - ゲスト出演
- 「グータンヌーボ2 」（2019年7月24日 関西テレビ）- ゲスト出演
- 「うたう旅 特別編（サーカス・アイスホッケー・剣道）」（2021年3月17日 - 19日 NHK BSプレミアム）
- 「バチくるオードリー」（フジテレビ、2021年11月11日・18日・12月22日・2022年1月1日・1月20日） - コーナーレギュラー
- 「第55回 NHK福祉大相撲」（2023年2月23日 NHK） - お楽しみ歌くらべのコーナーにゲスト出演

### CM
- 赤城乳業「イベールアイスデザート」（2016年）- 出演、CMソング歌唱
- スズキ「スペーシア」（2021年12月 - ）- CMソング歌唱

### その他
- Webコラム連載「関取花の一冊読んでく?」（2020年7月 - 、光文社）[13]